# Obytný satelit
„Obytný satelit“ je celek obytné zástavby (bytové nebo rodinné v různých formách) včetně odpovídající občanské vybavenosti (školy, školky, jesle, zdravotnictví, sport, rekreace, kultura, sociální
zařízení) a u větších satelitních měst i včetně ekonomické základny.
„Satelit“ v dnešním pejorativním významu je zažitý, ale odborně nesprávný pojem pro specifický druh celků nízkopodlažní zástavby.